# HMNZS Arbutus (K403)
Le HMNZS Arbutus (K403) était une corvette modifiée de classe flower de la Royal New Zealand Navy (RNZN) construite par George Brown and Company un chantier naval de Greenock en Écosse. Construite pour la Royal Navy sous le nom de HMS Arbutus, la corvette a été transférée au RNZN à la fin de 1944, et a fonctionné pendant les dernières années de la Seconde Guerre mondiale. En avril 1947, Arbutus était l'une des unités impliquées dans une mutinerie à cause des mauvaises conditions de rémunération et de travail (1947 Royal New Zealand Navy mutinies (en). Elle a été déclassée en 1948 et mise au rebut en 1951.